# Made in Valmez
Made in Valmez [meɪd ɪn ˈvalmez] je debutové album skupiny Mňága a Žďorp. Tato deska byla velmi úspěšná a hity jako „Hodinový hotel“, „Výhledově“ nebo „Klec v kleci“ dostaly kapelu do širšího hudebního povědomí; do té doby byla skupina známá pouze na alternativní scéně.
Album bylo nahráno v listopadu 1990 ve studiu Audioline v Brně a vyšlo v červnu 1991 péčí vydavatelství N. A. R.; své reedice se dočkalo dva roky poté (vydavatelství Monitor).
V žebříčku 50 nejlepších českých alb historie rozhlasové stanice Expres FM se album umístilo na sedmém místě.

## Obsazení
- Petr Fiala – zpěv, akustická kytara, elektrická kytara, sbor, vibrafon
- Martin Knor – sólová kytara, vibrafon, hlas
- Herbert Ullrich – rytmická kytara, hlas, sbor
- Lukáš Filip – altsaxofon, tenorsaxofon, sbor
- Jiří Fiala – baskytara
- Karel Mikuš – bicí, perkuse, zpěv, sbor

## Hosté
- Ivana Lukášová – zpěv, sbor
- Jana Klimešová – sbor
- Zbyněk Bělík – trubka [1, 2, 6, 10]

## Seznam písní
1. Hodinový hotel[2]
2. Mizerný den
3. A ty tam
4. Klec v kleci
5. Člověk nového typu
6. Salám – banán
7. Výhledově
8. Ne, teď ne!
9. Nevzpomínám
10. Ještě
11. Asi jsem to přehnal
12. Byla 1 holka
13. Svoboda
14. Zlaté časy
15. Made in Valmez